# Shirenzigoucultuur
De Shirenzigoucultuur (Chinees: 石人子沟文化), ook wel Dongheigou ( 东黑沟) of Heigouliang-Dongheigou (黑沟梁-东黑沟), is een archeologische cultuur van de ijzertijd (ca. 410-190 v.Chr.) beschreven op basis van de Shirenzigou-site in de prefectuur Barkol in het oosten van het Tarimbekken.
Skeletmateriaal uit sites in Shirenzigou en Xigou in het oosten van Xinjiang geeft aan dat tegen de vierde eeuw v.Chr. langs de noordwestelijke grens van China zowel paardrijden als bereden boogschieten werd beoefend. 
Genetische studies van individuen uit de ijzertijd van de Shirenzigou-site, gedateerd rond 200 v.Chr., hebben een redelijk evenwichtige vermenging aangetoond tussen de West-Euraziatische en Oost-Euraziatische genenpoels. De West-Euraziatische component was gerelateerd aan de Jamnacultuur, terwijl de Oost-Euraziatische component gerelateerd was aan Noordoost-Azië. De Jamna-component suggereert een grote waarschijnlijkheid dat de Shirenzigou-populaties voortkwamen uit de Afanasjevocultuur in het noorden en een Indo-Europese taal spraken. Dit versterkt een hypothese over de Afanasjevo-oorsprong van de Tocharen, vaak de "Steppe-hypothesen" genoemd, in plaats van een hypothese die de oorsprong in de BMAC- en Andronovocultuur bevoordeelt, de "Bactrische oase-hypothese". 
Cultureel vertoonde de Shirenzigou-site een sterke affiniteit met de naburige Yanbulaqcultuur in het oosten en de Pazyrykcultuur in het noordwesten (hertvormige griffioenmotieven) uit de Altai-regio. De Shirenzigoucultuur wordt soms beschouwd als de meest oostelijke uitbreiding van de Pazyrykcultuur. Kralen werden ook geïmporteerd uit China. 

Kijkend naar het archeologische en genetische bewijsmateriaal is de regio voorgesteld als een herkomstgebied voor de Yuezhi: de archeologische vindplaatsen Yuegongtai-Xiheigou (岳公台-西黑沟), die overeenkomen met de Barkolcultuur in het district Barkol van Xinjiang. Dit zou de Yuezhi hebben gepositioneerd tussen de Subeixicultuur in het westen, de Yanbulaqcultuur in het oosten, de nasleep van de Xemirxekcultuur in het noorden en een uitgestrekt woestijnachtig gebied in het zuiden, ongeveer duizend kilometer verwijderd van de Centrale Vlaktes van China. 

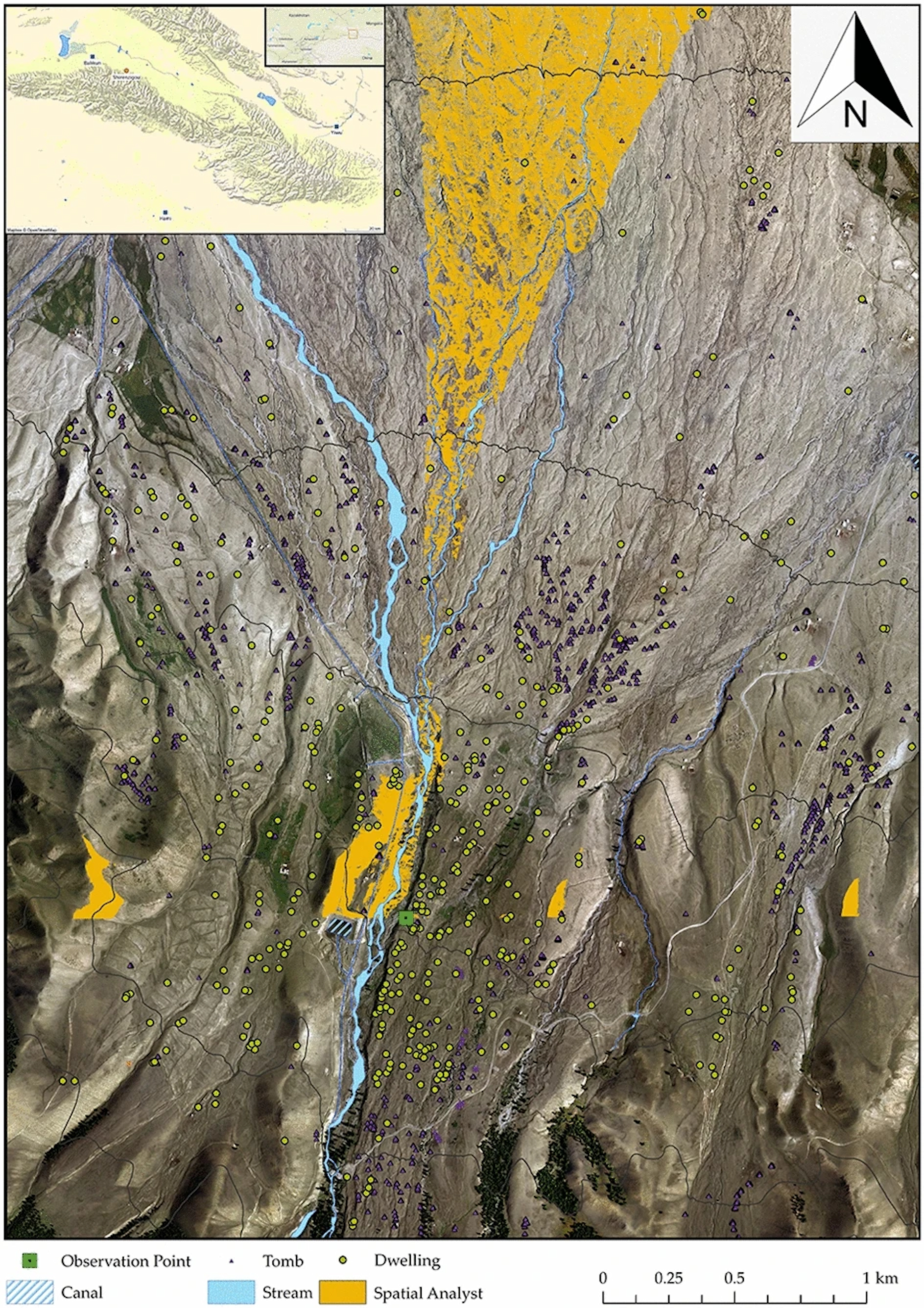
Shirenzigou-site met woningen (gele cirkels) en graven (paarse driehoeken)
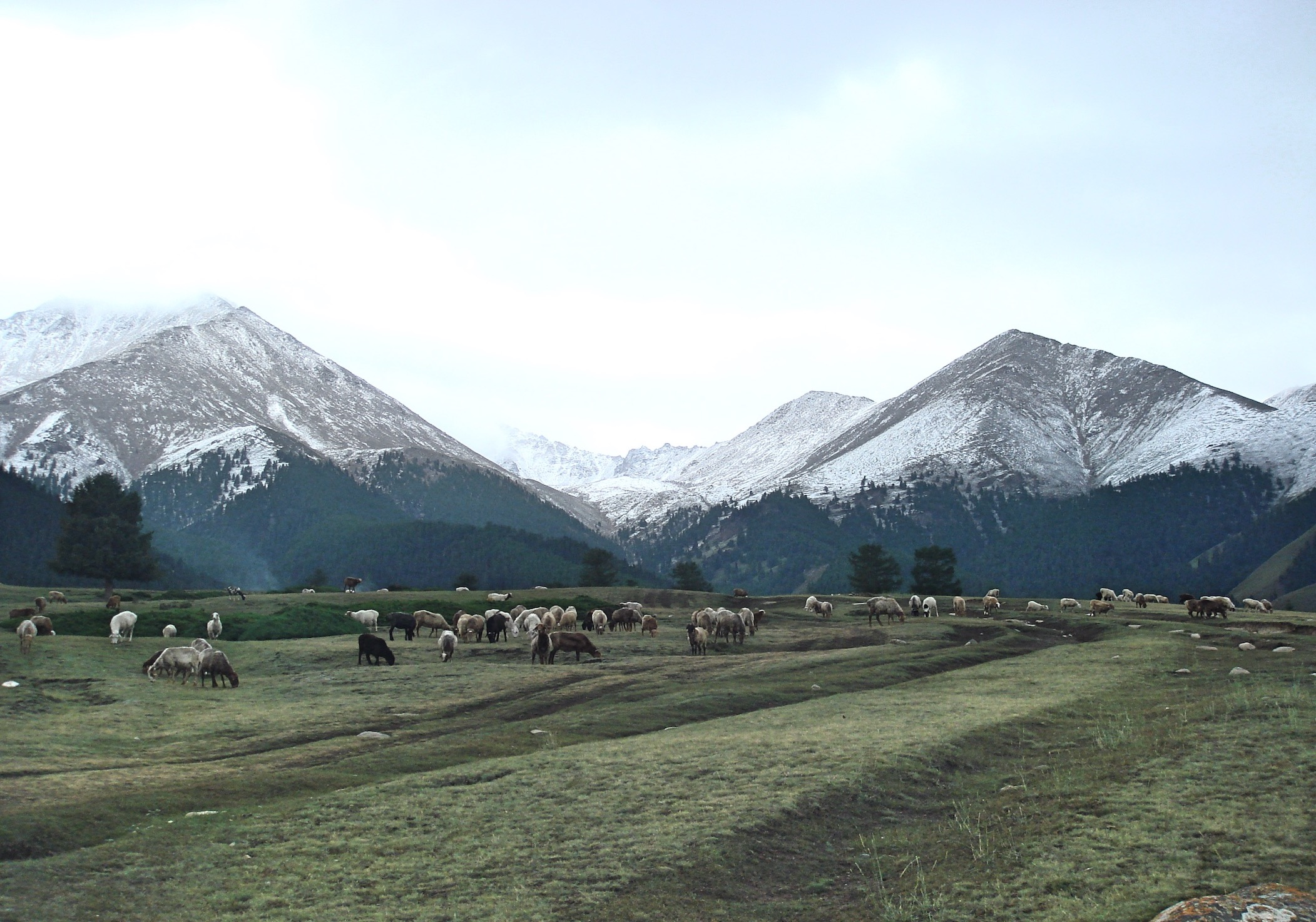
omgeving van de archeologische vindplaats Shirenzigou
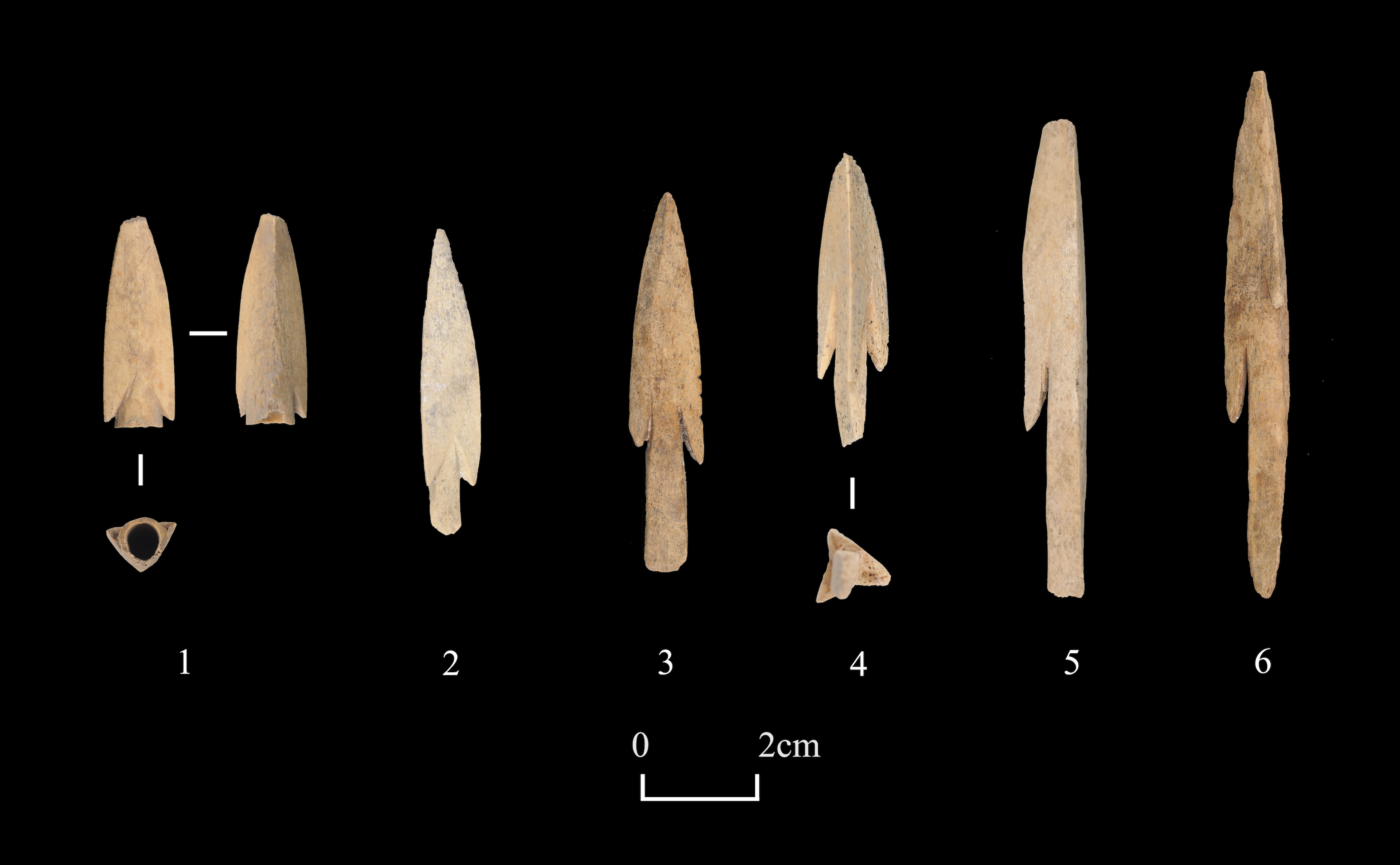
benen pijlpunten van Shirenzigou
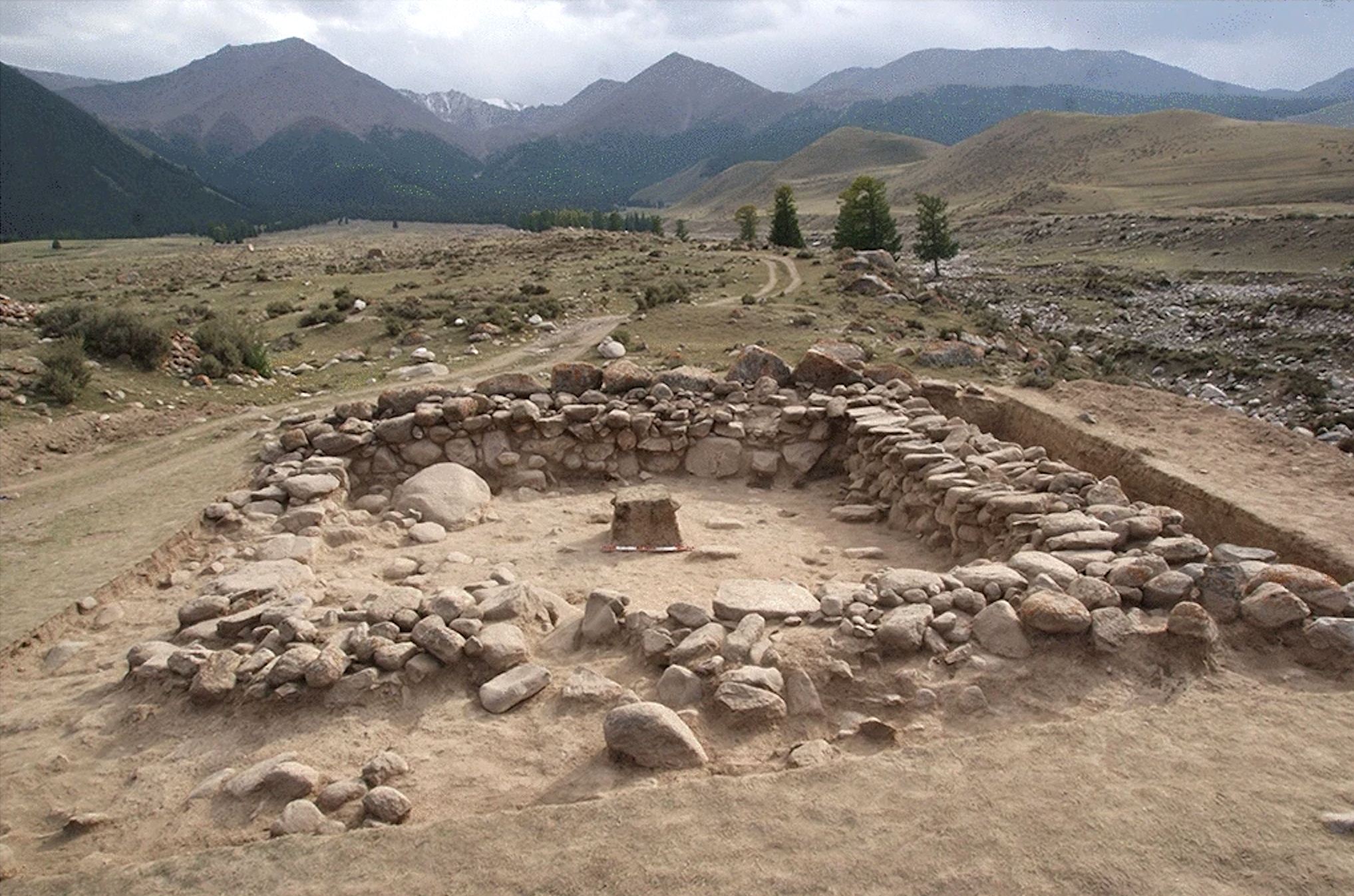
Shirenzigou-woning F2 (vanuit het noorden)
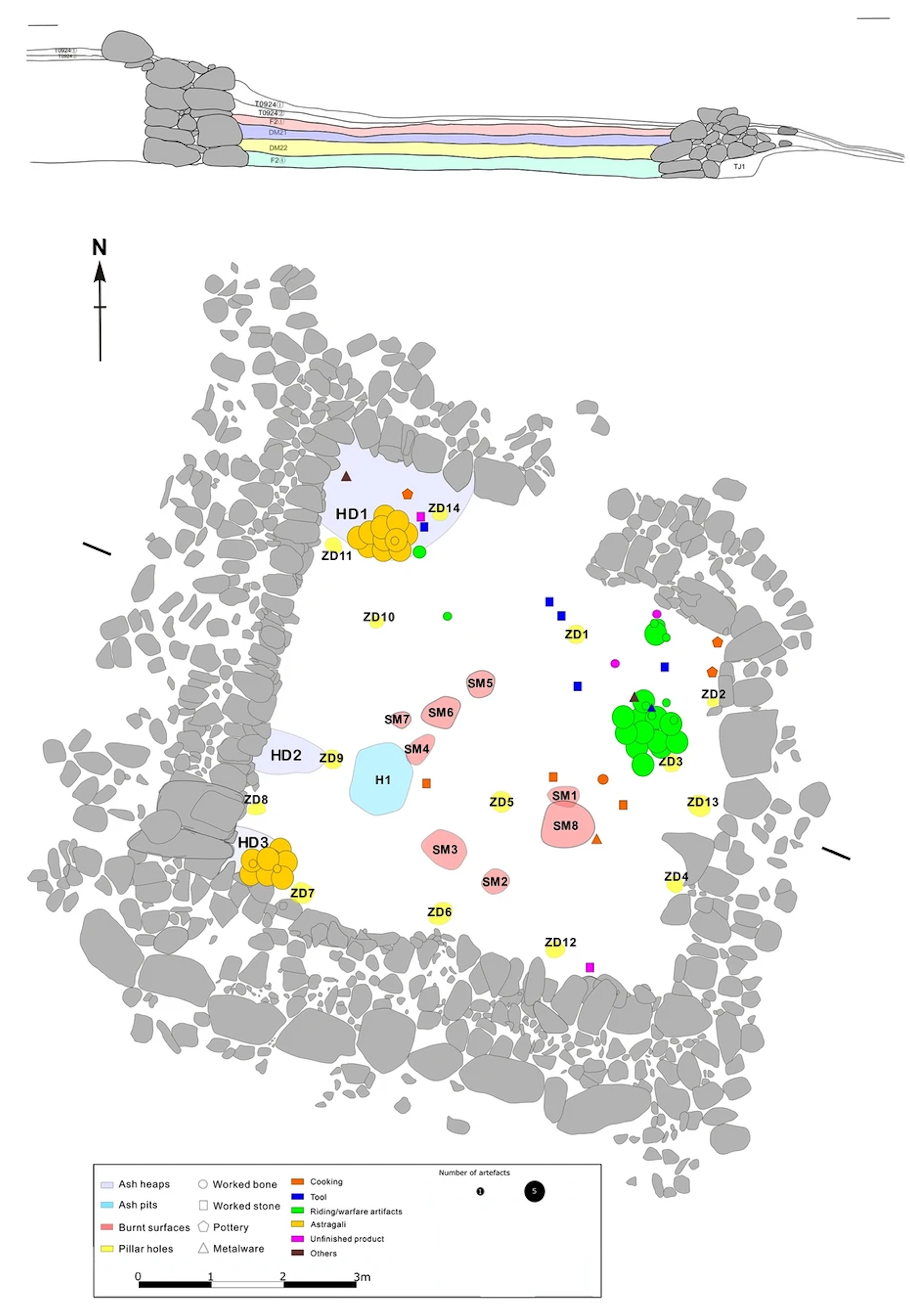
Shirenzigou-woning F2, met artefacten